# Eppelheim

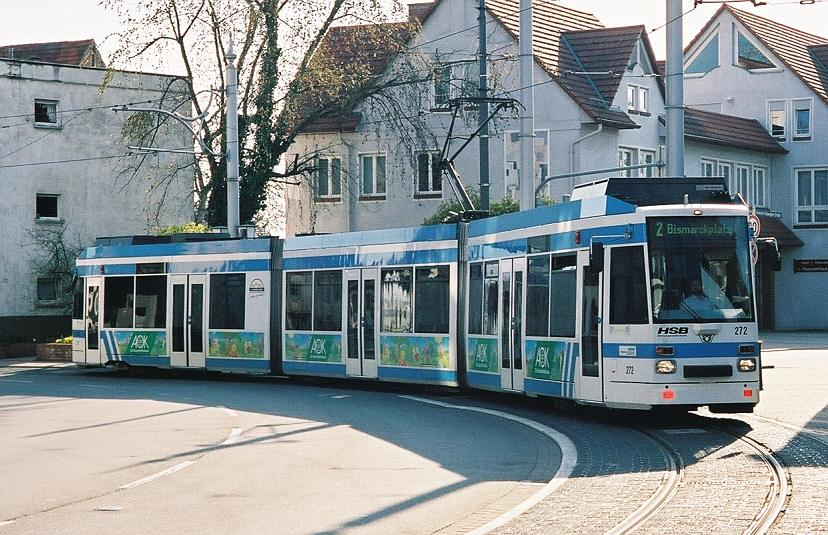
Tramwaj w Eppelheimie

Eppelheim – miasto w Niemczech, w kraju związkowym Badenia-Wirtembergia, w rejencji Karlsruhe, w regionie Rhein-Neckar, w powiecie Rhein-Neckar-Kreis. Leży nad Neckarem, ok. 1 km na zachód od Heidelbergu, przy autostradach A5, A656 i linii kolejowej Karlsruhe-Mannheim.

## Współpraca
Miejscowości partnerskie:
- Dammarie-les-Lys, Francja
- Montebelluna, Włochy
- Vértesacsa, Węgry
- Wilthen, Saksonia